# أميليا سكوت
كانت أميليا سكوت (16 يناير عام 1860 - 25 مارس عام 1952) مصلحة اجتماعية وناشطة بريطانية مدافعة عن حق المرأة في الاقتراع. كانت سكوت واحدة من أول امرأتين انتخبن كأعضاء في مجلس بلدة تونبريج ويلز.

## نشأتها
ولدت أميليا سكوت في قرية بايفليت الواقعة بمقاطعة سري في يوم 16 يناير عام 1860. كانت أميليا الابنة الرابعة بين أخوتها. وكان والدها يدعى سيمز سكوت، وكانت زوجته تدعى إلين (المولودة باسم نيكولز). عمل سكوت مساعدًا لكبير أمناء بلاط لندن، وكانت العائلة ميسورة الحال إلى حدٍ معقول إذ عمل تحت إمرتهم ثلاثة خدم ووصيفة ومربية وطاهٍ. انتقلت العائلة في ذاك الوقت إلى بلدة ساوثبورو الواقعة بالقرب من تونبريج ويلز. ولدت لويزا وهي شقيقة أميليا الصغرى هناك في عام 1862. توفي سيمز سكوت حين كان أطفاله صغارًا، وتزوجت والدتهم من بعده. انتقلت لويزا وأميليا للعيش مع خالتهما وجدتهما بحلول عام 1881. عمل في خدمتهم ثلاثة خدم وطاهٍ. ولذلك يمكن القول أن أميليا سكوت تنتمي إلى الطبقة الوسطى من دون شك. وصِفت خالتها وجدتها بأنهما كانتا تعيشان على مواردهما الخاصة، وذلك على الرغم من أن عائلتهما لم تكن ثرية على وجه التحديد. كانت جدتها من طرف والدتها أرملة متزوجة من رجل دين، وهناك دليل واضح على رسوخ إيمان أميليا وتمسكها بدينها.
انتقلت أميليا ولويزا للعيش سويًا بعد وفاة جدتهما، وأقامتا في عدة أماكن ضمن منطقة تونبريج ويلز قبل أن ينتهي بهما الأمر في الاستقرار في جادة لاندزون، وهناك مكثت الأختين مع شقيقتهما فلورنس. لم تتزوج أية واحدة منهن، ومع ذلك فقد كن يعشن في مساكن مرموقة واستطعن تحمل كلفة توظيف خادمة واحدة. ورثت كل واحدة منهن حصة من أملاك أبيهم، ولم تكن الشقيقات في حاجة إلى العمل بأجر مدفوع، ولكن كانت مصاريفهم مقيدة بسبب محدودية دخلهم.

## حق المرأة في الاقتراع
غدت أميليا سكوت من المؤيدات اللواتي جاهرن بدعمهن لحق المرأة في الاقتراع، ومثلها في ذلك مثل العديد من النسوة الناشطات سياسيًا من بنات جيلها. عقد فرع تونبريج ويلز التابع للمجلس الوطني لنساء بريطانيا العظمى جلسة نقاش حول موضوع إدلاء المرأة بصوتها في عام 1905. كانت سكوت من جملة أولئك اللواتي جاهرن بدعمهن لهذه القضية. كذلك وقع نقاش مشهود حامي الوطيس في المؤتمر السنوي للمجلس الوطني لنساء بريطانيا العظمى في تونبريج ويلز في عام 1906، وذلك في الوقت الذي كان فيه المجلس تحت رئاسة الزعيمة الوطنية لحركة المناداة بحق المرأة في الاقتراع ميليسنت فوست.
كانت سكوت إحدى المسؤولات في جمعية تونبريج ويلز المنادية بمنح المرأة حق الاقتراع بدءًا من عام 1908. ابتعدت هذه الجمعية عن اللجوء إلى العنف، وكانت تتبع للاتحاد الوطني للجمعيات المنادية بحق المرأة في الاقتراع. كان لدى الجمعية متجر ومكاتب في جادة كريسنت ببلدة تونبريج ويلز. شاركت أميليا سكوت بالمظاهرات السلمية المنادية بمنح المرأة حق الاقتراع، وحملت في إحداها لافتة سارت بها من سد التمز الترابي في لندن وصولًا إلى قاعة ألبرت الملكية. كانت سكوت منخرطة في حركة «الحج نحو لندن» في عام 1913، والتي نظمها الاتحاد الكنتي للجمعيات الداعية بمنح المرأة حق الاقتراع وهي منظمة متشكلة حديثًا. ألقت سكوت خطابات في المحطات التي توقفت بها على الطريق ومن بينها قاعة فيكتوريا في ساوثبورو. كانت حقيبة المنشورات التي حملتها مزخرفة باللونين الأحمر والأخضر اللذين يرمزان للاتحاد الوطني للجمعيات المنادية بحق المرأة في الاقتراع. الحقيبة معروضة الآن في متحف ومكتبة المرأة.